# Марк Клавдій Марцелл (консул 166 року до н. е.)
Марк Клавдій Марцелл (208 до н. е.  — 148 до н. е.) — політичний, державний та військовий діяч Римської республіки.

## Життєпис
Походив з плебейської гілки роду Клавдіїв. Син Марка Клавдія Марцелла, консула 196 року до н. е. Про його молоді роки мало відомостей. 
У 177 році до н. е. став членом колегії понтифіків. У 171 році до н. е. обрано народним трибуном. На цій посаді запропонував передати від народних трибунів до консулів розгляд скарг центуріонів на порушення при наборі війська, але ця пропозиція не була прийнята.
У 169 році до н. е. обрано претором. Звинуватив консулів Квінта Марція Філіпа та Гнея Сервілія Цепіона у недобросовісному веденні набору до армії, а потім за дорученням сенату взяв на себе цей обов'язок. Отримав провінцію Ближня Іспанія. Тут вів бойові дії з кельтіберами, захопив у них місто Марколіку.
У 166 році до н. е. обрано консулом разом з Гаєм Сульпіцієм Галлом. Успішно вів війну проти альпійських галлів та лігурів, за що отримав тріумф.
У 155 році до н. е. вдруге обрано консулом, цього разу разом з Публієм Корнелієм Сципіоном Назікою Коркулом. Під час своєї каденції придушив повстання лігурійського племені апуанів, врятував тим самим римську колонію Луна (сучасне м. Ла-Спеція). За це знову отримав тріумф.
У 152 році до н. е. його втретє обрано консулом, цього разу разом з Луцієм Валерієм Флакком. Як провінцію Марцеллу була надана Ближня Іспанія. Тут він успішно воював з кельтіберами та лузитанами — захопив м. Оциліїс й заснував м. Корбуду (сучасне м. Кордова). Після цього уклав перемир'я з кельтіберами, звернувшись до сенату з пропозицією укласти мир. Між тим Марцелл розпочав військові дії проти іберійського племені тританів й захопив у них м. Некобрику. Після цього прийшов наказ сенату продовжувати війну. У той же час бачачи небажання Марцелла продовжувати війну на заміну його відправлено Луція Ліцинія Лукула. Марк Марцелл вирішив завершити війну до прибуття свого наступника. Тому шляхом перемовин, погроз та поступок змусив беллів, титтів та ареваків підписати капітуляції, а також сплатити контрибуцію 600 талантів.
У 148 році до н. е. Марцелла спрямували на чолі посольства до Нумідії, але під час подорожі він потонув під час шторму.

## Родина
Діти:
- Марк Клавдій Марцелл